# Perdita indioensis
Perdita indioensis är en biart som beskrevs av Timberlake 1960. Perdita indioensis ingår i släktet Perdita och familjen grävbin. Inga underarter finns listade i Catalogue of Life.